# اليمن في العصر الأيوبي
دخل اليمن في الحكم الأيوبي ما بين (569 - 626 هـ/ 1173 - 1229 م)، ولم يتجاوز ثمانية وخمسين سنة، وقد شهد اليمن خلاله قيام الصراعات الداخلية بين القوى المحلية المختلفة، وعلى رأسها الزيدية والأيوبيين الوافدين إلى اليمن، والذين حاولوا توحيد البلاد وبسط نفوذهم وسيطرتهم عليها، وعلى الرغم من ذلك فقد حدثت في اليمن تغييرات هامة في جميع جوانب الحياة الاجتماعية والاقتصادية.
بعد حملات الناصر صلاح الدين عام 1173 إلى اليمن والتي كللت بالسيطرة على البلاد والقضاء على الإمارات المحلية، أسس قائد الأيوبيين توران شاه بن أيوب (1173-1181) -أخو صلاح الدين- سلالة محلية، تم بعد ذلك إكمال السيطرة على مكة والحجاز. آل الحكم بعدها إلى أخوه الثاني سيف الإسلام طغتكين (1181-1196) وذريته. انتقل حكم اليمن بعد الأيوبيين إلى الرسوليين الذين كانو من رجال الأيوبيين، وكان ذلك في عام 1229.

## التأسيس
ظلت المنطقة التهامية ومناطق أخرى من اليمن جنوباً وشرقاً تحت المظلة العباسية حيناً وتحت مظلة الدعوة الإسماعيلية حيناً آخر حتى سقوط الدولة الزريعية الإسماعيلية في عدن ودولة بني مهدي الحميري في زبيد عام 569هـ في يد سلاطين الدولة الأيوبية بعد قضائهم على الدولة الإسماعيلية في مصر، حيث تم للأمير توران شاه أخو السلطان صلاح الدين الأيوبي السيطرة على تهامة اليمن والقضاء على دولة علي بن مهدي الحميري في زبيد ثم السيطرة على مدينة عدن والقضاء على آل زريع ثم اتجهوا شمالاً إلى مدينة صنعاء لمواجهة سلاطين بنو حاتم الهمدانيين والإمام عبد الله بن حمزة، حيث تم لخليفة لسيف الإسلام طغطكين بن أيوب السيطرة على معظم اليمن حتى حضرموت وسوّر مدينة صنعاء، وبنى مدينة المنصورة على جبل الصلو بالحجرية واستمرت دولتهم حتى عام 628هـ/1229م.

## الحياة الاجتماعية
ساهم حكام وسلاطين اليمن في العصر الأيوبي في الإنشاء والتعمير من جوامع ومدارس وقصور وجسور وأسوار وطرقات ودور ضيافة وذلك كمظهر من مظاهر الحياة الاجتماعية، ولم يقتصر ذلك الإسهام في كل ذلك على فئة الحكام بل شمل أعيان البلاد وميسوريها كنوع من المشاركة والتفاعل والتكاتف لما فيه مصلحة المجتمع اليمني، وفي هذا الصدد كان للأيوبيين النصيب الأكبر في إقامة المدارس داخل اليمن، ورعايتها ورعاية القائمين عليها والدارسين فيها، مما كان له أثر كبير في خدمة الأهالي، خاصة وأن المستفيدين من ريعها الكثير من الناس ومن شتى الطوائف الدينية والمدنية، ويذكر لهم أيضاً عدم تدخلهم في تغيير الكثير من العادات والتقاليد المتبعة داخل المجتمع، الأمر الذي عكس نفسه على حرص الناس في اليمن للمحافظة على بعض شئونهم الخاصة.

## الحياة الاقتصادية
أما على مستوى الحياة الاقتصادية فقد أبرزت الزراعة والثروة الحيوانية وتوافر المقومات الطبيعية والبشرية اللازمة لقيامها في اليمن، من خصوبة التربة وتنوع المناخ ووفرة المياه، فضلاً عن تشجيع الحكام والولاة في اليمن للزراعة والاهتمام بها، وذلك من خلال إنشائهم البساتين الملحقة بقصورهم والعناية بها وجلب الغرسات المختلفة لها من شتى الأقطار، وجعل تلك البساتين كمحطات تجارب زراعية، عُممت بعد ذلك في أماكن مختلفة من بلاد اليمن. وبينت الدراسة الوسائل والطرق المتبعة في زراعة الأرض من حرث وبذر وسقاية وحصاد ووسائل تخزين الحبوب، وتفوق الفلاح اليمني منذ أزمنة بعيدة في هذا المجال لدرجة أن أُطلق على اليمن البلاد السعيدة، الأمر الذي أدى إلى تنوع المحاصيل الزراعية، ووفرة إنتاجها بما يكفي حاجة البلاد الأساسية وتصدير الفائض من الإنتاج الزراعي إلى خارج اليمن. وكانت اليمن غنية بالمراعي الطبيعية والثروة الحيوانية المتنوعة لا سيما من الخيول والأغنام، مما جعل بلدان كثيرة تتسابق على استيراد خيول وأغنام اليمن لجودتها الفائقة، ومن هذه البلدان الهند ومصر.
مقومات الصناعة في اليمن من مواد خام طبيعية وأيدي عاملة مدربة وماهرة، ذاعت شهرة بعض الصناعات اليمنية كالبرود اليمنية وألوانها الجميلة، وكذلك السيوف اليمنية ودقة صناعتها، وغيرها من الصناعات المعدنية الأخرى التي تشهد على براعة اليمنيين في هذا المجال، وذياع شهرتهم في هذه الصناعات وإقبال الدول المجاورة على استيرادها، بالإضافة إلى جملة الصناعات الأخرى، وأهمها النسيجية والخزفية والزجاجية التي أضافت لليمن شهرة إلى جانب شهرتها كمركز اقتصادي عالمي. اهتم السلاطين بالفنون الصناعية المختلفة كأساس لنهضة البلاد.

### التجارة
في جانب التجارة الداخلية كان للتجارة نشاط إيجابي في بيع وشراء السلع بين المناطق اليمنية، واحتوت اليمن على أسواق عديدة وفي مناطق شتى من اليمن موسمية وأسبوعية ويومية ودائمة ومتخصصة، تتبع نظام الحسبة أو المحتسب في الأسواق اليمنية.
أما في جانب التجارة الخارجية كان لليمن نشاط تجاري بحري وبري ربطها بأقطار خارجية عديدة، خصوصاً وأن مدينة عدن كانت تمثل الوسيط التجاري بين بلدان الشرق وبلدان الغرب بحكم الموقع الجغرافي الذي تتبوأه، وهذا ما جعلها تمثل رافداً مالياً كبيراً لخزانة الدولة في العصر الأيوبي، الأمر الذي أدى إلى اهتمام ملوك بني أيوب بالتجارة وتشجيع التجار وتطوير النظم والأساليب التجارية وحماية الطرق التجارية من اللصوص والقراصنة، ومن جراء ذلك حدثت بعض الطفرات في زيادة الرسوم الجمركية في العصر موضوع الدراسة، التي لم تكن موجودة من قبل، وقد بينت في هذا الجانب كيف أن الأيوبيين فرضوا ضرائب إضافية عديدة على بعض السلع الواردة التي يوجد لها مثيل داخل اليمن، وذلك حماية للمنتج، وأبرزت أيضاً قوائم السلع المتبادلة وقيمة العشور المفروضة عليها في ثغر عدن، وبينت كذلك كيف عمد اليمنيون إلى زيادة الرسوم على بعض المنتجات عند تصديرها في محاولة للإبقاء عليها لحاجة البلاد إليها.
في مجال التجارة الخارجية والتبادل التجاري بين اليمن والأقطار الأخرى التي ارتبطت عبر البحر ،ومنها الصين و الهند وشرق أفريقيا ومصر، وكذا أقطار عربية ارتبطت بعلاقات تجارية مع اليمن عبر البر، ومنها الحجاز والعراق والشام ومصر، وأوردنا أنواع السلع والبضائع والمصنوعات (المنتجات) الصادرة من اليمن إلى تلك البلدان، والتي يأتي في مقدمتها السيوف اليمانية والعقيق اليماني وغيرها، والواردة من تلك البلدان ويأتي في مقدمتها المواد الغذائية.

### الجانب المالي
كانت الموارد المالية الشرعية لخزينة الدولة في العصر الأيوبي هي الموارد الشرعية مثلك الزكاة والخراج والجزية، وكانت لهذه الموارد (الإيرادات) أوجه صرف محددة، وكلم تكن كافية لتغطية نفقات الدولة المختلفة، الأمر الذي جعل الدولة تقوم بفرض ضرائب وأموال(إيرادات غير شرعية) على أنواع التجارة وبعض الأراضي الزراعية، والتي شكلت رافداً كبيراً لبيت مال الدولة جعلتها تلبي حاجات الدولة المتنوعة ونفقاتها المختلفة، مثل مرتبات الجند والموظفين، ونفقات المصالحات وشراء الأسلحة، وبناء المرافق العامة العسكرية والدينية والمدنية، والإنفاق على الولائم والاحتفالات، وبناء القصور الخاصة بالسلاطين والأمراء، وغيرها الكثير من الإنفاقات الأخرى، مع بقاء الكثير من الأموال في خزانة الدولة التي لم يتم استغلالها في الأوجه الاقتصادية المناسبة والتي تعود بالفائدة على المجتمع اليمني.

## قائمة الحكام
| م | الحاكم                            | الفترة      |
| - | --------------------------------- | ----------- |
| 1 | شمس الدين توران شاه بن أيوب       | 1174 - 1175 |
| 2 | سيف الإسلام طغتكين بن أيوب        | 1184 - 1194 |
| 3 | معز الدين إسماعيل بن طغطكين       | 1194 - 1204 |
| 4 | الناصر أيوب بن طغطكين             | 1203 - 1215 |
| 5 | المظفر سليمان بن طغطكين           | 1215 - 1216 |
| 6 | المسعود صلاح الدين يوسف بن طغطكين | 1216 - 1229 |